# 1946 a légi közlekedésben
Ez a lista az 1946-os év légi közlekedéssel kapcsolatos eseményeit tartalmazza.

## Események

### Október
- október 1. – A Philippine Airlines Douglas DC-3-as típusú repülőgépe Davao nemzetközi repülőterén leszállás közben a hasán landolt és egy közeli mocsárban kötött ki. (Az eset nem járt halálos áldozattal.)[1]